# Karel Zap

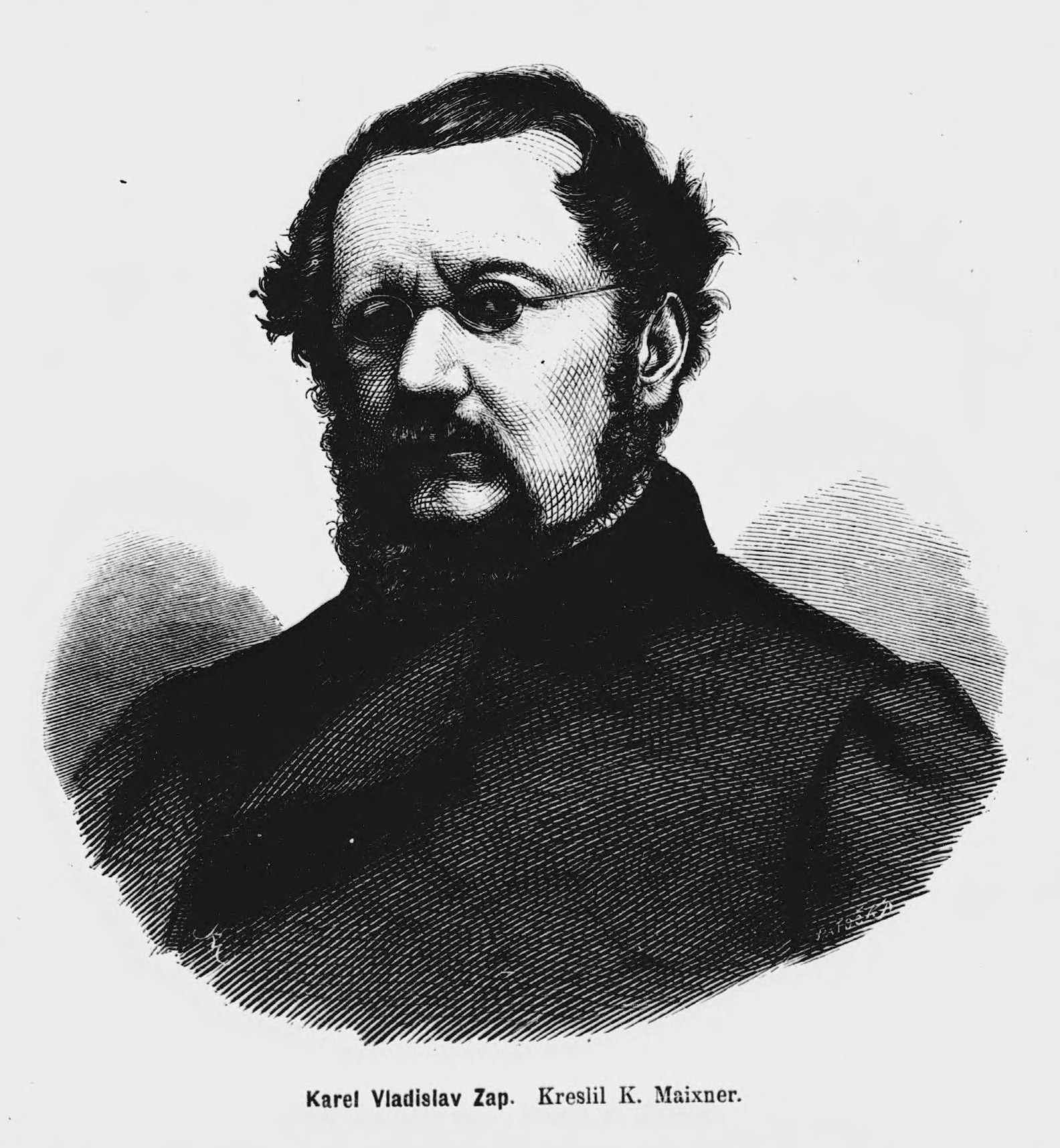
Karel Vladislav Zap (1870)

Karel František Vladislav Zap, Zapp (ur. 8 stycznia 1812 w Pradze, zm. 1 stycznia 1871 w Benešovie) – pisarz czeski pochodzenia niemieckiego.
Zap był znanym popularyzatorem historii Czech. Działał na rzecz rozwoju kontaktów kulturalnych czesko-polsko-ukraińskich, był tłumaczem literatury polskiej, ukraińskiej, rosyjskiej, chorwackiej. Należał do szeregu towarzystw naukowych. W latach 1836–1845 pracował we Lwowie jako urzędnik rachuby; latom spędzonym w Galicji poświęcił część swoich wspomnień Wędrówki i przechadzki po galicyjskiej ziemi (III tom obszernego opracowania Zrcadlo žiwota na wýchodni Ewropě), zawarł w nich swoje spostrzeżenia (m.in. z miast Buczacz, Brzeżany, Monasterzyska oraz regionu Pokucia). W 1845 powrócił na stałe do Pragi.
Żoną Zapa była Polka Honorata z Wiśniowskich (herbu Prus) ze Śniatynia, pisarka, działaczka na rzecz kobiet czeskich.